# Mócsi meteorit
A mócsi meteorit 1883. február 3-án hullott le Mócs községben és környékén az erdélyi Mezőségben. Mintegy 3000 darabra becsülik az összegyűjtött töredékek számát. A darabokból sokat juttattak el a világ nagy múzeumaiba és így ez a meteorit is fontos szerepet játszott a kondritok kutatásában.

## A mócsi meteorithullás
A mócsi meteorithullás az egyik legnagyobb darabszámú töredéket adó meteorithullás a meteoritika történetében. A Mezőség területén 8 falu térségét érintette és ezek mind föl vannak sorolva a Londoni Meteoritkatalógusban: Mezőgyéres, Vajdakamarás, Gyulatelke, Visa, Báré, Mezőkeszü, Magyarpalatka, Marokháza, még Mócs község mellett.
A mócsi hullás szórási ellipszise mintegy 15 kilométer hosszan és 3 kilométer szélességben terül el. A meteorit északnyugati irányból közelített. Az apróbb darabok a szórási ellipszis északnyugati szélén, a nagyobbak annak délkeleti szélén hullottak le. A begyűjtött össztömeg mintegy 300 kilogrammnyi volt.

## A mócsi meteorit jelentősége
A mócsi meteorit a hullások 85%-át kitevő kondritok közé tartozik. A szülő égitestnek, amelynek a „Mócs” töredéke, a magasabb hőmérsékletre fölmelegedett zónájából származik 6-os petrológiai osztályú fokozattal. (A Mezőmadarasi meteorit L3, a Knyahinyai meteorit L5 fokozatú.)
Az 1960-as években, amikor az amerikai űrkutatás készült a holdkőzetek fogadására, összegezték az addig gyűjtött ismereteket a kondritos meteoritokről. Ebben a munkában a „Mócsot” is fölhasználták.